# Alan Varela
Pour les articles homonymes, voir Varela.
Alan Varela, né le 4 juillet 2001 à Isidro Casanova (en) en Argentine, est un footballeur argentin qui évolue au poste de milieu défensif au FC Porto.

## Biographie

### Boca Juniors
Né à Isidro Casanova (en) en Argentine, Alan Varela est formé dans l'un des plus grands clubs d'Argentine, Boca Juniors. Après avoir signé son premier contrat en 2019, il est intégré à l'équipe première en 2020 par Miguel Ángel Russo. Il fait ses débuts en équipe première le 20 décembre 2020, en étant titularisé lors d'un match contre le CA Independiente, où son équipe l'emporte par deux buts à un.
Varela fait sa première apparition en Copa Libertadores le 21 avril 2021, contre The Strongest. Il est titularisé et son équipe l'emporte ce jour-là par un but à zéro.
Il inscrit son premier but en professionnel le 27 mai 2022, lors de la phase de groupe de Copa Libertadores 2022 contre les Colombiens du Deportivo Cali. Il est titularisé et son but permet à son équipe de s'imposer (1-0 score final), et de se qualifier pour les huitièmes de finale de la compétition.
Le 4 août 2022, Varela prolonge son contrat avec Boca Juniors jusqu'en décembre 2026.

### FC Porto
Le 16 août 2023, Alan Varela s'engage pour cinq ans au FC Porto et hérite du numéro 22. Le montant du transfert est estimé par la presse portugaise à 8 millions d'euros plus 3 millions d'euros de bonus. Boca Juniors obtiendrait également 20% du montant d'une future vente du joueur.
Il joue son premier match sous ses nouvelles couleurs le 3 septembre 2023, lors d'une rencontre de championnat face au FC Arouca. Il entre en jeu à la place de Stephen Eustáquio et les deux équipes se neutralisent (1-1 score final). Il découvre la Ligue des champions avec le FC Porto, jouant son premier match dans cette compétition le 19 mars 2023 face au Chakhtar Donetsk. Il est titularisé et son équipe s'impose par trois buts à un. Varela marque son premier but avec le club portugais le 20 janvier 2024 lors d'un match de championnat à domicile face au Moreirense FC. Titulaire, il délivre également deux passes décisives en plus de son but, et contribue à la victoire de son équipe par cinq buts à zéro.

### En sélection
Alan Varela représente l'équipe d'Argentine moins de 20 ans, pour un total de deux matchs joués en 2019.

## Statistiques
| Saison                | Club                  | Championnat           | Championnat | Championnat | Championnat | Coupe nationale | Coupe nationale | Coupe nationale | Coupe de la Ligue | Coupe de la Ligue | Coupe de la Ligue | Supercoupe | Supercoupe | Supercoupe | Compétition(s) continentale(s) | Compétition(s) continentale(s) | Compétition(s) continentale(s) | Compétition(s) continentale(s) | Coupe du monde des clubs | Coupe du monde des clubs | Coupe du monde des clubs | Total | Total | Total |
| Saison                | Club                  | Division              | M.          | B.          | P.d.        | M.              | B.              | P.d.            | M.                | B.                | P.d.              | M.         | B.         | P.d.       | Comp.                          | M.                             | B.                             | P.d.                           | M.                       | B.                       | P.d.                     | M.    | B.    | P.d.  |
| 2020                  | CA Boca Juniors       | Primera División      | -           | -           | -           | -               | -               | -               | 2                 | 0                 | 0                 | -          | -          | -          | -                              | -                              | -                              | -                              | -                        | -                        | -                        | 2     | 0     | 0     |
| 2021                  | CA Boca Juniors       | Primera División      | 9           | 0           | 0           | 3               | 0               | 0               | 13                | 0                 | 1                 | -          | -          | -          | CL                             | 7                              | 0                              | 0                              | -                        | -                        | -                        | 32    | 0     | 1     |
| 2022                  | CA Boca Juniors       | Primera División      | 22          | 0           | 1           | 4               | 0               | 0               | 8                 | 0                 | 1                 | 2          | 0          | 0          | CL                             | 7                              | 1                              | 0                              | -                        | -                        | -                        | 43    | 1     | 2     |
| 2023                  | CA Boca Juniors       | Primera División      | 24          | 0           | 1           | 1               | 0               | 0               | -                 | -                 | -                 | 1          | 0          | 0          | CL                             | 8                              | 1                              | 0                              | -                        | -                        | -                        | 34    | 1     | 1     |
| Sous-total            | Sous-total            | Sous-total            | 55          | 0           | 2           | 8               | 0               | 0               | 23                | 0                 | 2                 | 3          | 0          | 0          | -                              | 22                             | 2                              | 0                              | 0                        | 0                        | 0                        | 111   | 2     | 4     |
| 2023-2024             | FC Porto              | Primeira Liga         | 30          | 2           | 3           | 6               | 0               | 0               | -                 | -                 | -                 | -          | -          | -          | C1                             | 8                              | 0                              | 0                              | -                        | -                        | -                        | 44    | 2     | 3     |
| 2024-2025             | FC Porto              | Primeira Liga         | 31          | 0           | 2           | 2               | 0               | 1               | 1                 | 0                 | 0                 | 1          | 0          | 0          | C3                             | 9                              | 0                              | 0                              | 3                        | 0                        | 0                        | 47    | 0     | 3     |
| 2025-2026             | FC Porto              | Primeira Liga         | 2           | 0           | 0           | -               | -               | -               | -                 | -                 | -                 | -          | -          | -          | -                              | -                              | -                              | -                              | -                        | -                        | -                        | 2     | 0     | 0     |
| Sous-total            | Sous-total            | Sous-total            | 63          | 2           | 5           | 8               | 0               | 1               | 1                 | 0                 | 0                 | 1          | 0          | 0          | -                              | 17                             | 0                              | 0                              | 3                        | 0                        | 0                        | 93    | 2     | 6     |
| Total sur la carrière | Total sur la carrière | Total sur la carrière | 118         | 2           | 7           | 16              | 0               | 1               | 24                | 0                 | 2                 | 4          | 0          | 0          | -                              | 39                             | 2                              | 0                              | 3                        | 0                        | 0                        | 204   | 4     | 10    |

## Palmarès
Boca Juniors
- Champion d'Argentine
  - 2022.
- Coupe de la Ligue professionnelle
  - 2020 et 2022.

 FC Porto
- Vainqueur de la Coupe du Portugal en 2024.
- Vainqueur de la Supercoupe du Portugal en 2024.